# Isidoro Sciutti
Isidoro od Narození Panny Marie, O.C.D. (světským jménem: Giacomo Antonio Sciutti; 8. července 1696 Carpeneto – 23. prosince 1769 Řím) byl italský řeholník, bosý karmelitán a zakladatel kongregace Tereziánských sester karmelitánek.

## Život
Narodil se 8. července 1697 v Carpenetu. Po narození byl ve velmi vážném zdravotním stavu, a proto byl pokřtěn ve stejný den. Měl tři bratry. Vyrůstal ve zbožné, ale chudé rodině. Z materiálních důvodů zůstal nevzdělaný a prakticky negramotný, uměl jen číst.
Dne 8. září 1721 byl přijat do noviciátu bosých karmelitánů v klášteře Santa Maria della Scala v Římě, kde absolvoval dva roky formace. Byl pokorným řeholníkem, který dodržoval všechna řeholní pravidla. Velmi obdivoval postavu proroka Eliáše a svaté Terezie od Ježíše. Řeholní sliby složil 9. září 1723 s přijetím řeholního jména Isidoro od Narození Panny Marie.
V řádu byl pověřen žebráním. Podle dobového svědectví trávil několik hodin v modlitbě a činil pokání. Kolem něj se shromáždilo několik zbožných žen, které roku 1737 vstoupily do třetího řádu. Tyto ženy byly soustředěny v jednom z domů v Boville Ernica. Začaly se věnovat vyučování a formaci dívek. Zpočátku byly nazývány „Zbožnými karmelitánskými učitelkami“. Následně se jejich působnost rozšířila také na charitativní práci. Dnes jsou známy jako řeholní kongregace Tereziánských sester karmelitánek.
Zemřel 23. prosince 1769 v Římě.

## Proces svatořečení
Proces byl zahájen 15. listopadu 1996 v diecézi Řím.